# Onuris
Onuris é um gênero de plantas espermatófitas pertencentes à família Brassicaceae. Compreende oito espécies.

## Espécies selecionadas
- Onuris alismatifolia
- Onuris graminifolia
- Onuris hatcheriana
- Onuris hatscheriana
- Onuris oligosperma
- Onuris papillosa
- Onuris reichei
- Onuris spegazziniana